# Heinrich IV. (England)

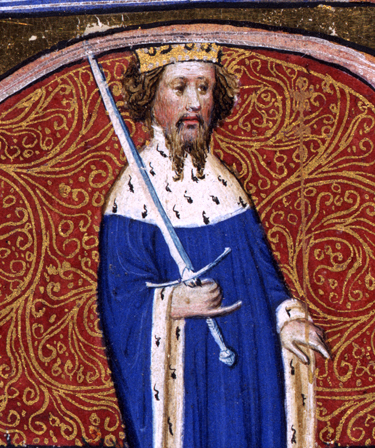
Heinrich IV. auf einer Miniatur von ca. 1402

Heinrich IV. (englisch Henry IV., auch Henry Bolingbroke) (* April oder Mai 1366 oder 1367 auf Bolingbroke Castle, Lincolnshire; † 20. März 1413 in London) war, nachdem er Richard II. entthront hatte, König von England von 1399 bis 1413.
Er war der Sohn und Erbe von John of Gaunt, 1. Duke of Lancaster, und der erste englische König aus dem Hause Lancaster, das später in den sogenannten Rosenkriegen um seinen Machterhalt kämpfte.

Unterschrift von Heinrich IV.

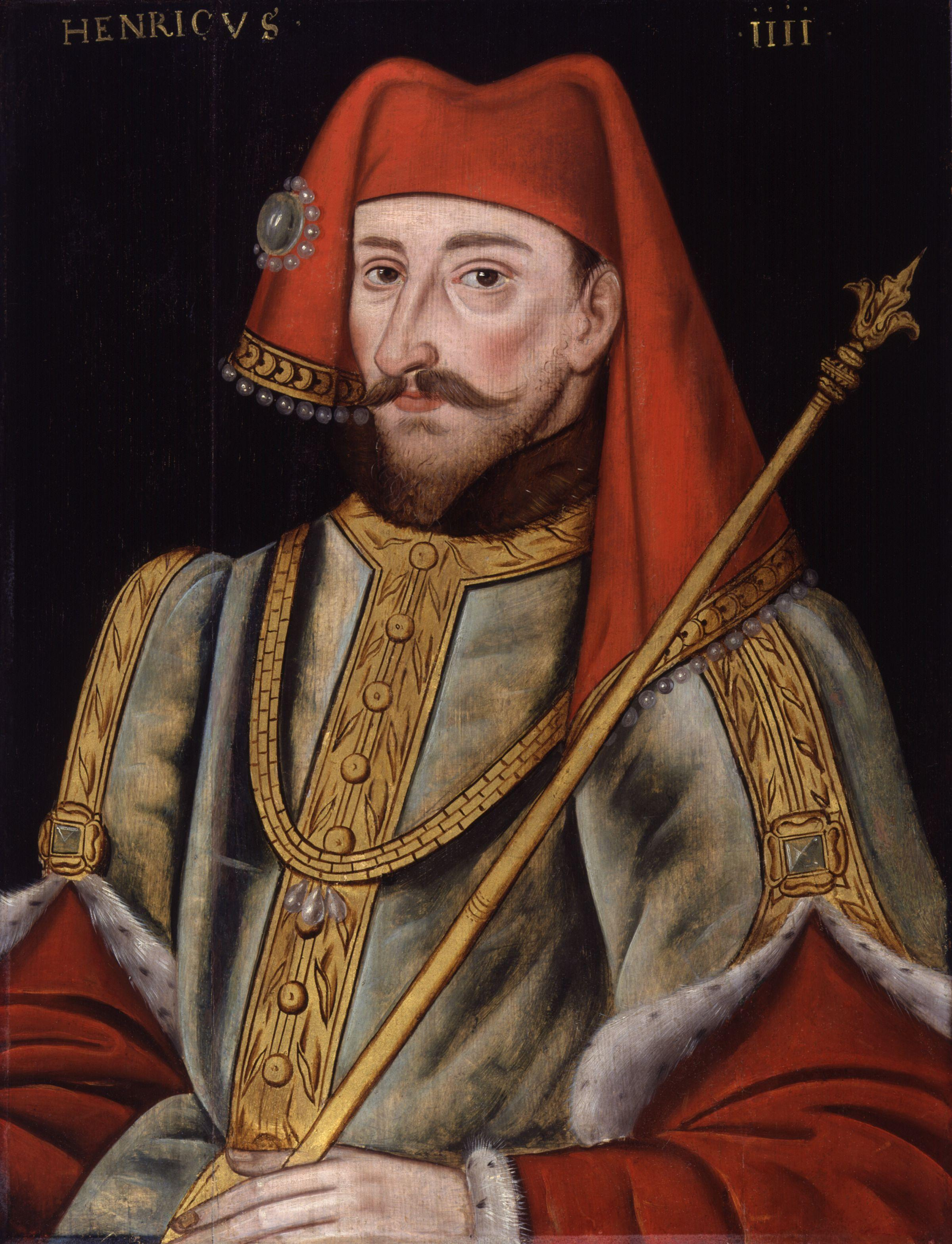
Heinrich IV. Phantasiedarstellung aus dem späten 16. Jahrhundert

## Leben

Königliches Wappen von Heinrich IV.

Heinrich IV. war der einzige überlebende Sohn von John of Gaunt, dem dritten überlebenden Sohn von Eduard III., aus dessen erster Ehe mit Blanche of Lancaster, Tochter und Erbin von Henry of Grosmont, 1. Duke of Lancaster. Damit gehörte er einer Nebenlinie des Königshauses Plantagenet an und war der Erbe der Duchy of Lancaster mit ihren umfangreichen Ländereien. Über die Geburt von Heinrich lässt sich mit Sicherheit nur sagen, dass er auf Bolingbroke Castle geboren wurde, weshalb er auch Henry Bolingbroke genannt wurde. Das genaue Geburtsdatum ist allerdings nicht überliefert. Am häufigsten findet man den April 1366 oder den Mai 1367 angegeben.
Am 23. April 1377 wurde er zusammen mit seinem Cousin Richard of Bordeaux von König Eduard III. als Knight Companion in den Hosenbandorden aufgenommen. Als Eduard III. zwei Monate später starb, wurde Richard of Bordeaux als Richard II. zum neuen König gekrönt. Ab Juli 1377 verwendete Heinrich auch den nachgeordneten Titel seines Vaters Earl of Derby als Höflichkeitstitel.
1380 heiratete Heinrich die damals noch minderjährige Mary de Bohun, eine der beiden Töchter und Erbinnen des 1373 verstorbenen Humphrey de Bohun, 7. Earl of Hereford, 6. Earl of Essex, 2. Earl of Northampton. Seit seine Gattin 1384 volljährig geworden war, erhielt er aus ihrem Recht die Einkünfte aus den Ländereien der erloschenen Earldoms von Hereford und Northampton. Er bezog diese auch nach dem Tod seiner Gattin 1394 weiter. 1397 wurde ihm der Titel Duke of Hereford verliehen.
Während der Auseinandersetzungen König Richards II. mit den Parlamenten befand sich Heinrich zunächst wie die Mehrheit des englischen Adels auf der Seite der Opposition gegen den König. Im Gnadenlosen Parlament von 1388 gehörte Heinrich zu den Appellanten, die mehrere Todesurteile gegen Parteigänger Richards durchsetzten. Als der König in den folgenden Jahren wieder an Macht gewann, wechselte Heinrich auf die Seite von Richard II. 1390/91 und 1392 unternahm er Preußenfahrten, 1392/93 pilgerte er nach Jerusalem.
Im Jahr 1398 wurde Heinrich nach einer Hofintrige und im Rahmen einer allgemeinen Prozesswelle auf zehn Jahre nach Frankreich verbannt. Als im Februar 1399 John of Gaunt starb, der Heinrich umfangreiche Ländereien, die Titel Herzog von Guyenne, Duke of Lancaster, Earl of Derby, Earl of Lancaster und Earl of Leicester sowie das Amt des Lord High Steward vererbte, verlängerte der König diese Verbannung auf Lebenszeit, um sich das reiche Erbe Heinrichs anzueignen. Als Richard jedoch im Juni 1399 zu einem Irland-Feldzug aufbrach, landete Heinrich Bolingbroke in Yorkshire und erhielt sofort einen gewaltigen Zulauf aus nahezu dem gesamten englischen Adel. Richard II. kehrte umgehend aus Irland zurück, doch sein Heer löste sich auf und lief zum Großteil zu Heinrich über. Dieser nahm Richard im August 1399 gefangen und schaffte ihn nach London. Im Tower eingekerkert, wurde Richard II. gezwungen, die Krone abzugeben und Heinrich Bolingbroke, der sich nun Heinrich IV. nannte, als Nachfolger einzusetzen. Das einberufene Parlament erklärte Richard der Krone für unwürdig. Am 13. Oktober 1399 wurde Heinrich IV. gekrönt.
Mit Richards Absetzung war die Thronfolge aber noch keineswegs klar. Bei strenger Auslegung des Erbrechts hätte Edmund Mortimer, 5. Earl of March, in der Erbfolge vor Heinrich gestanden. Dies war für Heinrich und den Kronrat jedoch nicht akzeptabel, da angesichts der Minderjährigkeit Edmunds die Gefahr bestand, dass Richard, der zu diesem Zeitpunkt noch lebte, den Thron zurückerobern würde oder dass es erneut zu Bürgerkrieg und zu Anarchie gekommen wäre. Heinrich gelang es, den eigenen Herrschaftsanspruch mit Bezugnahme auf seine enge Verwandtschaft zu seinem Vorgänger durch Parlamentsbeschlüsse und mit Verweis auf das Gottesgnadentum durchzusetzen. Angesichts dieser fadenscheinigen Begründungen blieben während seiner gesamten Regierungszeit massive Zweifel an der Rechtmäßigkeit der Thronfolge bestehen, die vor allem durch Kritik und Intrigen aus dem Klerus entstanden, der Heinrich wegen der antiklerikalen Einstellung seines Vaters John of Gaunt eher feindlich gesinnt war. Er versuchte eine politische Annäherung an den deutschen König Ruprecht, indem er die Vermählung seiner ältesten Tochter Blanca mit dessen ältestem Sohn Ludwig III. dem Bärtigen in die Wege leitete. Die „englische Heirat“ fand am 6. Juli 1402 in Köln statt.
Realpolitisch konnte Heinrich IV. in seiner kurzen Regierungszeit eine Reihe von Erfolgen erzielen. Wenige Monate nach der Machtübernahme gelang es ihm, einen Aufstand mächtiger Parteigänger Richards II. niederzuschlagen. Kurz darauf wurde Richard während seiner Haft im Pontefract Castle ermordet, vermutlich auf Befehl Heinrichs. In den folgenden Jahren kam es mehrfach zu Revolten der mächtigen nordenglischen Adelsfamilie Percy, die Heinrich kurz zuvor noch bei der Durchsetzung seines Thronanspruchs unterstützt hatte, sowie zu einem ungewöhnlich umfassenden, bis 1410 andauernden Aufstand der Waliser unter Owain Glyndŵr. Aus allen diesen Auseinandersetzungen ging Heinrich als Sieger hervor. Der Percy-Aufstand endete mit der Niederlage des aus dieser Familie stammenden Herzogs von Northumberland Henry Percy 1408 in der Schlacht von Shrewsbury. Der Erfolg des Königs ist zum Teil auch den militärischen Fähigkeiten seines ältesten Sohnes Heinrich zu verdanken, der später König Heinrich V. wurde. Verbündete fand er vor allem im Klerus, insbesondere in Thomas Arundel, Erzbischof von Canterbury. Dies bedeutete eine Stärkung der Commons im Parlament, die zeitweise ihr Mitspracherecht in der königlichen Haushaltsführung ausweiten konnten. Eine weitere Folge dieser Politik war das harte Vorgehen gegen die Lollarden, eine Bewegung, die grundlegende kirchliche Lehrsätze bezweifelte und vor allem in der Spätphase von Heinrichs Herrschaft als Ketzerei verfolgt wurde.
1406 nahmen englische Soldaten den späteren Jakob I. von Schottland gefangen, der auf der Reise nach Frankreich war. Jakob blieb Gefangener bis zum Ende von Heinrichs Herrschaft.
Ab 1405 zeigte der König zunehmende Krankheitssymptome. Sein Gesundheitszustand verschlechterte sich im Winter 1408/09 dramatisch. Dennoch behielt er die Macht fest in der Hand, obwohl ihn sein Sohn, der spätere Heinrich V., zum Rückzug aus der Politik drängte. Dies führte zu einem Zerwürfnis zwischen Vater und Sohn, das aber kurz vor Heinrichs IV. Tod beendet wurde. Heinrich IV. litt unter verschiedenen Krankheiten, darunter Epilepsie. Am 20. März 1413 starb er im Jerusalemzimmer im Haus des Abtes von Westminster an einer Hautkrankheit, bei der es sich wohl um Lepra handelte, und wurde in der Kathedrale von Canterbury begraben. Falls er tatsächlich an der Lepra starb, könnte er sich mit dieser Krankheit während der Pilgerfahrt nach Jerusalem 1392/93 infiziert haben; der späte Ausbruch ist aufgrund einer längeren Inkubationszeit nicht ungewöhnlich. Eine Exhumierung einige Jahrhunderte später brachte zum Vorschein, dass sein Körper hervorragend einbalsamiert worden war.
In vielen Chroniken des Mittelalters wird Heinrich IV. als Despot und Usurpator bezeichnet. Dabei handelt es sich wahrscheinlich aber um eine von kirchlichen Kreisen gefärbte Darstellung, mit der der Klerus auf die Einschränkung seiner Macht durch Heinrich, vor allem aber durch seinen Vater reagierte. Heinrich IV. ist die titelgebende Hauptfigur von William Shakespeares zweiteiligem Drama Heinrich IV.

## Ehen und Nachkommen
Aus seiner 1380 geschlossenen ersten Ehe mit Mary de Bohun hatte Heinrich zwei Töchter und vier Söhne:
- Heinrich V. (1387–1422), König von England
- Thomas of Lancaster, 1. Duke of Clarence (1388–1421)
- John of Lancaster, 1. Duke of Bedford (1389–1435)
- Humphrey, Duke of Gloucester (1390–1447)
- Blanca (auch Blanche, 1392–1409) ⚭ Ludwig III., Kurfürst von der Pfalz[4]
- Philippa (1394–1430) ⚭ 1406 Erich von Pommern, König von Dänemark, Norwegen und Schweden

Seine Ehefrau Mary starb am 4. Juni 1394. 1403 heiratete Heinrich in zweiter Ehe Johanna von Navarra, die Tochter König Karls II. von Navarra. Sie war die Witwe von Johann V. von der Bretagne, dem sie vier Töchter und vier Söhne geboren hatte; sie und Heinrich bekamen keine Kinder.
Heinrich IV. hatte einen unehelichen Sohn, Edmund Le Boorde (auch Le Boord oder Boorde; 1401–1419).